# Associazione Sportiva Reggina 1944-1945
Questa voce raccoglie le informazioni riguardanti l'Associazione Sportiva Reggina nelle competizioni della stagione 1944-1945.

## Stagione
La Reggina del dopoguerra rinacque nell'estate 1944 grazie agli sforzi del nuovo presidente, il cavaliere Andrea Giunta, e del suo vice Paolo Labate. I primi incontri disputati furono quelli contro le rappresentative degli Alleati che in quei mesi si trovavano a Reggio Calabria e Messina. Primo allenatore del dopoguerra fu Ottavio Misefari, ex giocatore amaranto.
La prima partita della rinascita societaria fu quella contro la "British Troops", datata 23 luglio 1944 e terminata 4-0 in favore degli amaranto di Reggio. Meno di un mese dopo, esattamente il 13 agosto, la Reggina sconfisse gli inglesi anche nella gara di ritorno con il risultato di 4-1.
Il 12 novembre 1944 iniziò il campionato di Prima Divisione calabrese, e la Reggina era stata inserita nel girone A, insieme con Taurianovese, Gioiese, Polifrondi, Rizziconi e Palmese (poi ritiratasi per protesta, per lo 0-2 della partita con la Reggina. Quest'incontro non si era concluso per invasione di campo, mentre le squadre si trovavano sull'1-1).
La squadra amaranto perse due gare: l'incontro disputato a Taurianova, e la sfida in trasferta col Polifrondi (perso 2-0 a tavolino per rinuncia). La squadra riuscì a classificarsi al primo posto a pari punti con la Taurianovese, ottenendo pertanto la possibilità di disputare la fase finale contro Bovese e Melito, prime nel girone B. Tuttavia il Direttorio Regionale della FIGC squalificò la Reggina per via del trasferimento irregolare del calciatore Caridi.
Miglior marcatore in campionato fu Mangano con 7 reti. Seguito da Pezzano con 6; Collica con 5; Malavenda e Caridi con 1 rete ciascuno.

## Rosa
| N. |                   | Ruolo | Calciatore    |
| -- | ----------------- | ----- | ------------- |
|    | Italia (bandiera) | P     | Gigi Peronace |
|    | Italia (bandiera) | D     | Perna         |
|    | Italia (bandiera) |       | Fotia         |
|    | Italia (bandiera) |       | Versace       |
|    | Italia (bandiera) |       | Gentilomo     |
|    | Italia (bandiera) |       | Bertolino     |
|    | Italia (bandiera) |       | Collica       |
|    | Italia (bandiera) |       | Mangano       |
|    | Italia (bandiera) |       | Pezzano       |

| N. |                   | Ruolo | Calciatore |
| -- | ----------------- | ----- | ---------- |
|    | Italia (bandiera) |       | Minuto     |
|    | Italia (bandiera) |       | Gaetano    |
|    | Italia (bandiera) |       | Malavenda  |
|    | Italia (bandiera) |       | Nunnari    |
|    | Italia (bandiera) |       | Granillo   |
|    | Italia (bandiera) |       | Liconti    |
|    | Italia (bandiera) |       | De Santis  |
|    | Italia (bandiera) |       | Lazzarino  |
|    | Italia (bandiera) |       | Napoli     |